# Meagan Good
Meagan Good, née le 8 août 1981 dans le quartier de Panorama City de Los Angeles, est une actrice et mannequin américaine.
Elle est principalement connue ses rôles récurrents dans les séries télévisées Cousin Skeeter (1998-2001), Ma famille d'abord (2003), Californication (2012) et principaux dans Minority Report (2015) et Harlem (2021-2025).
Au cinéma, elle s'est révélée dans les films hip-hop Street Dancers et Steppin' avant d'apparaître dans les films d'horreur Saw 5 et Unborn ainsi que dans les comédies Think Like a Man et Jumping the Broom.

## Biographie

### Enfance et début de carrière précoces (1990)
Née le 8 août 1981 à Panorama City, Los Angeles en Californie, sa mère Tyra Wardlow-Doyle est agent artistique, gérant la carrière de Meagan quand elle était jeune, et son père Leondis "Leon" Good est un officier de police du LAPD. Elle est d'origine caribéenne, portoricaine et barbadienne, elle est élevée avec ses trois frères et sœurs dans la communauté de Canyon Country, aujourd'hui connu sous le nom de Santa Clarita.
Elle se fait très rapidement repérer et commence à travailler pour la télévision dès l'âge de 4 ans dans diverses publicités et séries TV.
C'est à l'âge de 13 ans qu'elle décroche son premier rôle au cinéma, dans le film Friday sorti en 1995. Il s'ensuit plusieurs participations dans des productions cinématographiques inédites sur notre territoire mais qui lui permettent d'acquérir une reconnaissance critique, notamment grâce à son rôle d'adolescente en difficulté qu'elle tient dans le film Eve's Bayou, sorti en 1997 aux États-Unis, pour lequel elle est nommée au NAACP Image Awards et aux YoungStar Awards.
En 1998, elle incarne l'héroïne de la série Cousin Skeeter, Meagan Good devient l'idole des jeunes à la fin des années 1990 et enchaîne les apparitions dans des séries devenues cultes comme Moesha, The Steve Harvey Show.

### La révélation (2000)
Parallèlement à ses activités à la télévision, elle essaie de percer au cinéma et enchaîne les projets : elle obtient des rôles mineurs dans les films confidentiels 3 Strikes et House Party 4.
L'année 2003 est une année majeure pour l'actrice, elle décroche un rôle dans le drame d'action Biker Boyz et la comédie romantique Débarrasse-nous d'Éva. Les films séduisent globalement les critiques,et lui permettent d'assurer la transition "d'enfant star" à actrice reconnue. Elle apparaît dans la série à succès Ma famille d'abord, elle y interprète Vanessa, la petite amie d'un des enfants de la famille. L'actrice est par la suite remplacée par Brooklyn Sudano pour des raisons encore inconnues.
En 2004, elle joue aux côtés de Jordana Brewster, Sara Foster et Jill Ritchie dans le film d'action D.E.B.S., pour lequel elle reçoit une nomination aux Black Movie Awards 2005 dans la catégorie Meilleure Actrice et tient l'un des rôles principaux du film de danse hip/hop Street Dancers qui rencontre un large succès au box office. Le film est encore aujourd'hui, considéré culte chez les amateurs de hip/hop. Elle apparaît dans le film d'horreur Venom qui déçoit autant les critiques que le public mais elle rectifie le tir en séduisant avec le film indépendant Brick qui reçoit des critiques élogieuses. La même année, elle est le premier rôle féminin de la romance La Fièvre du roller, ce film passe inaperçu du côté du box office mais séduit en revanche les critiques, on la retrouve sur le petit écran dans la série télévisée Kevin Hill, elle y joue les invitée pour un arc de quelques épisodes.
L'actrice sélectionne des films qui ciblent essentiellement le marché hip hop américain et qui sont principalement connus par les initiés outre-Atlantique. Deux ans plus tard, en 2007, c'est sans hésitation qu'elle retrouve le milieu du hip/hop pour le film Steppin', doté d'un budget de 14 millions de dollars, le film est largement rentabilisé et engrange près de 76 millions de dollars. La même année, elle apparaît dans la série médicale Dr House en tant que guest le temps d'un épisode et double l'un des personnages du jeu vidéo Scarface: The World Is Yours.
Entre 2008 et 2009, l'actrice se spécialise dans les films d'horreur. Elle incarne l'une des victimes du célèbre tueur au puzzle dans le cinquième volet de la saga Saw, très bien accueilli par le public. Elle enchaîne avec One Missed Call aux côtés de l'actrice Shannyn Sossamon, le film est rentabilisé mais déçoit. Puis, elle figure au casting du film d'horreur fantastique Unborn, elle y incarne la meilleure amie de l'héroïne, le film laisse les critiques de marbre mais rencontre un vif succès au box office.

### Alternance cinéma et télévision (2010)
En 2011, l'actrice présente sa première production Video Girl, un projet produit par sa propre maison de production, Freedom Bridge Entertainment. Le film raconte l’histoire de Lorie Walker, une jeune fille qui quitte sa petite ville natale pour réaliser son rêve : intégrer le monde de la musique, plus précisément des clips vidéos. Pour ce film, l'actrice reçoit des critiques majoritairement positives et son travail est salué. La même année, elle partage l'affiche de la comédie romantique Jumping the Broom, aux côtés des actrices Angela Bassett, Paula Patton et Loretta Devine, le film est un véritable succès surprise au box office et c'est lors de ce tournage, qu'elle rencontre son futur époux DeVon Franklin.
On la retrouve en 2012, au casting de la comédie romantique Think Like a Man, adaptée du livre Act Like a Lady, Think Like a Man, écrit par le célèbre humoriste-animateur radio Steve Harvey, et inspiré par sa rubrique "Strawberry Letters" de son émission radio The Steve Harvey Morning Show. Le film est un véritable succès aux États-Unis avec 33 636 303 dollars lors du premier weekend pour un budget d'environ 13 millions de dollars. Le film dépasse les 60 millions de dollars après 10 jours d'exploitation américaine. L'actrice est nommée aux Teen Choice Awards 2012 pour sa performance. Elle reprendra son rôle pour la suite, en 2014, Think Like a Man Too, toujours entourée du casting initial, avec notamment Kevin Hart, Taraji P. Henson et Regina Hall. En 2012, elle intègre la série Californication portée par David Duchovny, elle y interprète la séductrice Kali durant toute la saison 5.
L'actrice signe son retour sur le petit écran, en 2013, pour la série policière Double Jeu de la chaîne américaine NBC. Faute d'audiences, la série est annulée au bout d'une seule et unique saison. L'année d'après, elle rejoint New York, unité spéciale le temps d'un épisode et tente à nouveau le pari d'être actrice principale pour la série Minority Report. Il s'agit de l'adaptation sur le petit écran du film éponyme, sorti en 2002, mettant en vedette l'acteur Tom Cruise. Le célèbre réalisateur Steven Spielberg est à l'origine de la mise en chantier, mais malheureusement, faute d'audiences, la Fox prend la décision d'annuler la série à l'issue de la première saison tout en offrant une conclusion satisfaisante pour les fans. L'année d'après, en 2016, elle joue les guest pour la série télévisée Code Black.
L'actrice commence son année 2017 en tenant le rôle-titre du téléfilm 10 Rendez-Vous Pour Séduire, diffusé sur la chaîne Lifetime, aux côtés de Kelly Rowland. En France, le téléfilm est diffusé le 27 avril 2018, sous le titre 10 rendez-vous pour séduire, par la chaîne TF1. Elle décroche le rôle principal de l'adaptation en série du film Foxy Brown , succédant à l'actrice Pam Grier. La série est coproduite et écrite par Malcolm Spellman, coproducteur exécutif de la série télévisée Empire. Mais finalement, le projet ne dépasse pas le stade de pilote.
Au cinéma, elle rejoint la distribution du film d'action dramatique Deuces avec La La Anthony et Larenz Tate. Puis elle décroche le premier rôle féminin de la comédie romantique indépendante A Boy. A Girl. A Dream: Love On Election Night avec Omari Hardwick, dont l'histoire se situe pendant l'élection présidentielle américaine de 2016.
Entre 2017 et 2018, à la télévision, elle joue dans une poignée d'épisodes, de la première saison de la série comique White Famous portée par Jay Pharoah et apparaît aussi dans quelques épisodes de la série musicale et dramatique Star.
L'actrice se retrouve ensuite à l'affiche de deux blockbusters dans des rôles secondaires : Elle rejoint l'univers cinématographique DC en intégrant le casting de Shazam!. Elle y incarne la version adulte de l'un des protagonistes principaux. Et elle tourne pour le réalisateur Paul W. S. Anderson, Monster Hunter, une adaptation cinématographique de la série de jeux vidéo Monster Hunter, aux côtés de Milla Jovovich,.
Avant cela, elle est à l'affiche du thriller The Intruder avec Dennis Quaid et Michael Ealy,,. Dans le même-temps, elle réalise son premier long métrage indépendant If Not Now, When?,. Son film est notamment présenté au Festival du film Urbanworld et à l'American Black Film Festival.

## Vie privée
L'acteur Dijon Talton, notamment connu grâce à sa participation à la première saison de la série Glee, est son cousin.
L'actrice China Anne McClain de Disney Channel est notamment sa cousine.
Sa sœur aînée, LaMyia Good est la chanteuse du groupe Isyss, avec Arista Records. Meagan en a aussi fait partie. Elle est apparue, entre autres, dans les clip musicaux de 50 Cent, Isyss, Tyrese, et Will Smith.
Le 16 juin 2012, elle épouse DeVon Franklin  à Malibu, dans un vignoble. Ils se sont rencontrés 6 mois auparavant, après avoir travaillé ensemble sur le film Jumping the Broom. Les deux amoureux avaient décidé de rester chastes jusqu'au grand jour.
En mai 2023, Meagan a commencé à sortir avec l'acteur Jonathan Majors. Ils se sont mariés en mars 2025.

### Image publique
À partir de l'année 2012, l'image publique de l'actrice connait un grand changement. Souvent cantonnée aux rôles de petites amies et capitalisant sur son image sexy, elle dit avoir trouvé la foi et se livre, lectrice de la Bible, multipliant les conférences sur l'abstinence avec son mari,. Elle défraie souvent la chronique, lors de ses apparitions publiques, comme sur les cérémonies des BET Awards qui récompensent les Afro-Américains et autres minorités dans divers domaines de divertissement. Considérée pieuse mais affriolante, c'est une femme de paradoxes.

## Filmographie

### Cinéma
- 1995 : Friday de F. Gary Gray : une enfant
- 1995 : Make a Wish, Molly de Bruce Schwartz (court métrage) : Jenny
- 1997 : Le Secret du bayou (Eve's Bayou) de Kasi Lemmons : Cisely Batiste
- 1999 : The Secret Life of Girls d'Holly Goldberg Sloan : Kay
- 2000 : 3 Strikes de DJ Pooh : Buela Douglas
- 2001 : House Party 4 : Down to the Last Minute de Chris Stokes : Tina
- 2003 : Biker Boyz de Reggie Rock Bythewood : Tina
- 2003 : Débarrasse-nous d'Éva (Deliver Us from Eva) de Gary Hardwick : Jacqui Dandrige
- 2003 : RAP Connection (Ride or Die) de Craig Ross Jr. : fausse Venus
- 2004 : D.E.B.S. d'Angela Robinson : Max Brewer
- 2004 : Street Dancers (You Got Served) de Chris Stokes : Beautifull
- 2004 : Barbecue Party (The Cookout) de Lance Rivera : Brittany
- 2005 : Brick de Rian Johnson : Kara
- 2005 : Venom de Jim Gillespie : Cece
- 2005 : La Fièvre du roller (Roll Bounce) de Malcolm D. Lee : Naomi Phillips
- 2006 : Miles from Home de Ty Hodges : Natasha Freeman
- 2006 : Waist Deep de Vondie Curtis-Hall : Coco
- 2007 : Steppin' (Stomp the Yard) de Sylvain White : April
- 2008 : Saw V de David Hackl : Luba
- 2008 : Love Gourou de Marco Schnabel : Prudence Roanoke
- 2008 : One Missed Call d'Éric Valette : Shelley Baum
- 2009 : Unborn de David S. Goyer : Romy
- 2011 : Video Girl de Ty Hodges : Lorie Walker
- 2011 : Jumping the Broom de Salim Akil : Blythe
- 2011 : 35 and Ticking de Russ Parr : Falinda
- 2012 : Dysfunctional Friends de Corey Grant : Ms. Stevens
- 2012 : Think Like a Man de Tim Story : Mya
- 2012 : Luv de Sheldon Candis : Beverly
- 2012 : The Obama Effect de Charles S. Dutton : Tamika Jones
- 2012 : Dick Little de Ron McPherson : Megan
- 2013 : Don Jon de Joseph Gordon-Levitt : une actrice à Hollywood
- 2013 : Légendes vivantes (Anchorman 2: The Legend Continues) d'Adam McKay : Linda Jackson
- 2014 : Think Like a Man Too de Tim Story : Mya
- 2015 : A Girl Like Grace de Ty Hodges : Share
- 2017 : Deuces de Jamal Hill : Janet Foster
- 2018 : A Boy. A Girl. A Dream: Love On Election Night de Qasim Basir : Free
- 2019 : Shazam! de David F. Sandberg : la forme magique de Darla
- 2019 : Intrusion de Deon Taylor : Annie Russell
- 2019 : If Not Now, When? d'elle-même : Tyra
- 2020 : Monster Hunter de Paul W. S. Anderson : sergente Davis aka « Dash »
- 2022 : Day Shift de J. J. Perry : Jocelyn
- 2023 : Shazam! La Rage des Dieux de David F. Sandberg : la forme magique de Darla

### Télévision

#### Téléfilms
- 2017 : 10 rendez-vous pour séduire (Love By The 10th Date) de Nzingha Stewart : Gabrielle Fateful
- 2021 : La mort m’a sauvé la vie (Death Saved My Life) de Seth Jarrett : Jade Thompson

#### Séries télévisées
- 1991 : Gabriel Bird : fillette (saison 1, épisode 21)
- 1994 : Seuls au monde : Traycee (saison 1, épisode 6)
- 1996 : ABC Afterschool Special : Janie (saison 25, épisode 2)
- 1997 : Just One of the Girls : Starkeesha (projet non retenu)
- 1997 : Pacific Blue : Shalona James (saison 3, épisode 4)
- 1997 : Les Anges du bonheur : Nikki (saison 4, épisode )
- 1997 : Gregory Hines Show : Pauley (saison 1, épisode 10)
- 1997-1998 : The Parent 'Hood : Ariana (saison 4, épisodes 3 et 16)
- 1998 : Une sacrée vie : Carissa (saison 1, épisode 12)
- 1998 : Cousin Skeeter : Nina (52 épisodes)
- 2000 : Moesha : Nicole (saison 5, épisode 12)
- 2000 : The Steve Harvey Show : Alicia (saison 4, épisode 19)
- 2001 : Division d'élite : Kara Taylor (saison 1)
- 2001 : Jett Jackson : Tara Essex (saison 3, épisodes 22 et 23)
- 2001-2002 : Un père peut en cacher un autre (en) : Katie (saison 1, 7 épisodes)
- 2003 : Ma famille d'abord : Vanessa (5 épisodes)
- 2005 : Kevin Hill : Melanie (4 épisodes)
- 2007 : Dr House : Amy (saison 3, épisode 11)
- 2007 : All of Us : Katie (saison 4, épisodes 20 et 21)
- 2009 : Cold Case : Affaires classées : Béatrice Sloan en 1970 (saison 7, épisode 4)
- 2011 : The Game : Parker Keith (saison 4, épisodes 4 et 11)
- 2012 : Californication : Kali (saison 5, 7 épisodes)
- 2012 : La Loi selon Harry : Cecilia (saison 2, épisode 19)
- 2013 : Deception : Joanna Locasto (saison 1, 11 épisodes)
- 2014 : New York, unité spéciale : Paula (saison 16, épisode 7)
- 2015 : Minority Report : Détective Lara Vega (saison 1, 10 épisodes)
- 2015 : Mr. Robinson : Victoria Wavers (saison 1, épisodes 1, 2, 4 et 5)
- 2016 : Code Black : Dr Grace Adams (saison 1, épisodes 16, 17 et 18)
- 2017 : White Famous : Kali (saison 1, épisodes 7, 8 et 9)
- 2018 : Star : Natalie Knight (saison 2, épisodes 14, 15 et 16)
- 2019-2021 : Prodigal Son : Colette Swanson.
- depuis 2021 : Harlem : Camille Parks (actrice principale)

### Jeux vidéo
- 2006 : Scarface : The World Is Yours : Femme fatale (voix)

### Comme réalisatrice
- 2014 : The Dead Diaries (mini série, réalisatrice d'un épisode)
- 2015 : All That Matters (série télévisée, réalisatrice de deux épisodes)
- 2019 : If Not Now, When? (long métrage, également productrice)

### Comme productrice
- 2006 : Miles from Home de Ty Hodges (long métrage)
- 2011 : Video Girl de Ty Hodges (long métrage)
- 2015 : All That Matters (série télévisée, 5 épisodes)
- 2015 : A Girl Like Grace de Ty Hodges (long métrage)
- 2017 : Love by the 10th Date de Nzingha Stewart (téléfilm)
- 2017 : A Boy. A Girl. A Dream: Love on Election Night de Qasim Basir (long métrage)

## Voix françaises
En France, plusieurs comédiennes se sont succédé pour doubler Meagan Good. Ces dernières années, Géraldine Asselin, Anne Dolan et Marie Diot l'ont doublée à cinq reprises, pour la première, et trois pour les deux suivantes.
En France
| - Géraldine Asselin dans : - Biker Boyz - Jumping the Broom - Légendes vivantes - Harlem (série télévisée) - Pour solde de tout compte (en) - Jessica Barrier dans : - Ma famille d'abord (série télévisée) - D.E.B.S. - Waist Deep - Anne Dolan dans (les séries télévisées) : - Californication - Code Black - Star - Marie Diot dans (les séries télévisées) : - Double Jeu - New York, unité spéciale - Prodigal Son - Edwige Lemoine dans (les séries télévisées) : - Cousin Skeeter - Un père peut en cacher un autre (en) | Et aussi - Annie Milon dans Street Dancers - Aurélie Konaté dans Barbecue Party (2d doublage) - Laurence Dourlens dans Kevin Hill (série télévisée) - Sandra Valentin dans Steppin' - Céline Ronté dans Saw 5 - Pamela Ravassard dans Unborn - Marie Zidi dans Minority Report (série télévisée) - Déborah Claude dans Monster Hunter - Stéphanie Hédin dans La mort m'a sauvé la vie (téléfilm) - Fily Keita dans Day Shift - Clarisse Lhoni-Botte dans Shazam! La Rage des Dieux |

## Distinctions
Sauf indication contraire ou complémentaire, les informations mentionnées dans cette section proviennent de la base de données IMDb.

### Nominations
- NAACP Image Awards 1998 : meilleure jeune actrice pour Eve's Bayou
- YoungStar Awards 1998 : meilleure interprétation par une jeune actrice dans un film dramatique pour Eve's Bayou
- Black Movie Awards 2005 : meilleure actrice pour le film D.E.B.S
- Black Movie Awards 2006 : meilleure actrice pour Waist Deep
- Black Reel Awards 2006 : meilleure Distribution pour Roll Bounce
- Teen Choice Awards 2006 : meilleure révélation pour Waist Deep
- MTV Movie Awards 2007 : meilleure Baiser pour Stomp the Yard avec Columbus Short
- Teen Choice Awards 2007 : meilleure actrice dans un film dramatique pour Stomp The Yard
- NAACP Image Awards 2008 : meilleure actrice dans un second rôle pour Stomp the yard
- Teen Choice Awards 2012 : meilleure actrice dans une comédie romantique pour Think Like a man